# Dack Rambo
Dack Rambo, egentligen Norman Rambo, född 13 november 1941 i Delano, Kalifornien, död 21 mars 1994 i Los Angeles, Kalifornien, var en amerikansk skådespelare. För svensk TV-publik är Dack Rambo mest känd från Dallas och Modedockorna.
Han avled i AIDS.